# Lijst van burgemeesters van Zwartsluis
Dit is een lijst van burgemeesters van de voormalige Nederlandse gemeente Zwartsluis in de provincie Overijssel. Op 1 januari 2001 is ze opgegaan in de nieuw gevormde gemeente Zwartewaterland.
| Ambtsperiode                        | Naam burgemeester                                | Partij of stroming | Bijzonderheden                                                             |
| ----------------------------------- | ------------------------------------------------ | ------------------ | -------------------------------------------------------------------------- |
| midden 17e eeuw                     | Bartelt (Bertelt) Jansz van Raalte (Raelte)      |                    |                                                                            |
| 1674 - 1694                         | Jan Hendriksz van Steenwijk (Steenwijck)         |                    |                                                                            |
| eind 17e eeuw                       | Abraham van Gladbach                             |                    |                                                                            |
| rond 1707                           | Jan Koertsz van Dwingeloo                        |                    |                                                                            |
| begin 18e eeuw                      | Klaas Hendriksz Bakker                           |                    | Schoonzoon van Bartelt van Raalte                                          |
| 1752 - 1760                         | Jan Peters Eggen                                 |                    | Schoonzoon van Klaas Hendriks Bakker                                       |
| 1770 - 1780                         | Koert Bruijnis                                   |                    |                                                                            |
| 1770, 1793                          | Jan Jansen Backer                                |                    |                                                                            |
| 1770 - 1780                         | Hendrik Apperlo                                  |                    |                                                                            |
| 1770                                | Jacob Penneman                                   |                    |                                                                            |
| 1780 - 1793                         | Jan van Raalte                                   |                    |                                                                            |
| 1780 - 1793                         | Berent Brouwer                                   |                    |                                                                            |
| 1793                                | Thijs de Ruijter                                 |                    |                                                                            |
| 1811 - 1813                         | David George Escher, med.dr.                     |                    | maire                                                                      |
| 1814 - 1823                         | Balthasar Tobias                                 |                    | tot 1818 schout                                                            |
| 1823 - 15 januari 1859              | Johannes van Setten (ca.1791-1866)               |                    |                                                                            |
| 1859 - 1872                         | Johan Herman van Erckelens                       |                    | 1872 eervol ontslag, werd burgemeester van Stad en Ambt Delden             |
| 1872 - 1876                         | Egbert van Beusekom                              |                    |                                                                            |
| 1876 - 1893                         | mr. Rudolph Jan Wolfgang Frans baron van Hoëvell |                    |                                                                            |
| 1893 - 1921                         | Willem van Eck                                   |                    | was burgemeester van de gemeenten Kuinre en Blankenham, ovl. 19 maart 1921 |
| 1921 - 1936                         | Gerrit Oprel                                     |                    | werd burgemeester van Ambt Hardenberg                                      |
| 1936 - 1962                         | Dirk de Koning                                   | ARP                | In 1942 door de bezetter ontslagen, maar na de oorlog teruggekomen         |
| 1942 - 1945                         | G.I. Vooys                                       | NSB                | waarnemend burgemeester; tevens burgemeester van Hasselt                   |
| 1962 - 1979                         | Johan (J.G.) Buijnink                            | ARP                | werd burgemeester van Sprang-Capelle                                       |
| 1980 - 1985                         | drs. Herman (H.) Smit                            | CDA                | werd burgemeester van Dalfsen                                              |
| 1986 - 1991                         | Hendrik (H.S.) Top                               | CDA                | werd burgemeester van Rhenen                                               |
| 1991 - 1998                         | Leonard Bernard (L.B.) Kobes                     | CDA                | werd waarnemend burgemeester van Ommen                                     |
| 1998 - 1999                         | Hendrik Jacobus (Henk) van der Woude             | CDA                | waarnemend, was burgemeester van Nijeveen, werd burgemeester van Dinxperlo |
| 16 november 1999 - 31 december 2000 | drs. Herman (H.) Smit                            | CDA                | waarnemend; was al van 1980 tot 1985 burgemeester                          |